# Giuseppe Amendola
Giuseppe Amendola   (Palerm, 1750 - Palerm, 1808) és un compositor italià i professor de música popular i de música lírica del segle xviii.

## Biografia
Giuseppe Amendola és conegut pel seu "giocoso dramàtic" Il Begliar-Bey di Caramania (també citat amb el títol El Belerbey de Calamania), compost amb un llibret de Girolamo Tonioli el 1776. L'estrena d'aquesta òpera va tenir lloc durant el Carnaval de 1776 al "Teatro del Real Sitio al Palazzo del Pardo", una ciutat que actualment forma part de la major aglomeració madrilenya.
El 1777 es va representar a Madrid una versió adaptada d'aquesta obra a l'estil de la sarsuela, sota el títol El Belerbey di Caramania, en una versió abreujada a dos actes en lloc dels tres continguts a la partitura original. Sota un nou títol La schiava fedele, drama en musica, aquesta obra també es va presentar a Bolonya el 1778, també en versió reduïda a dos actes.
L'òpera d'Amendola es va representar finalment a Dresden, al teatre "Kleines Churfürstliches", des del 18 de novembre de 1780, quan es va estrenar, fins al 30 d'octubre de 1782, aquesta vegada amb el títol Il Beglierbei di Caramania.
Alguns compositors, inclòs el francès Nicolas Isouard, han seguit els ensenyaments d'Amendola, cosa que confirma la seva activitat com a professor de composició.